# Dům dětí a mládeže Praha 2

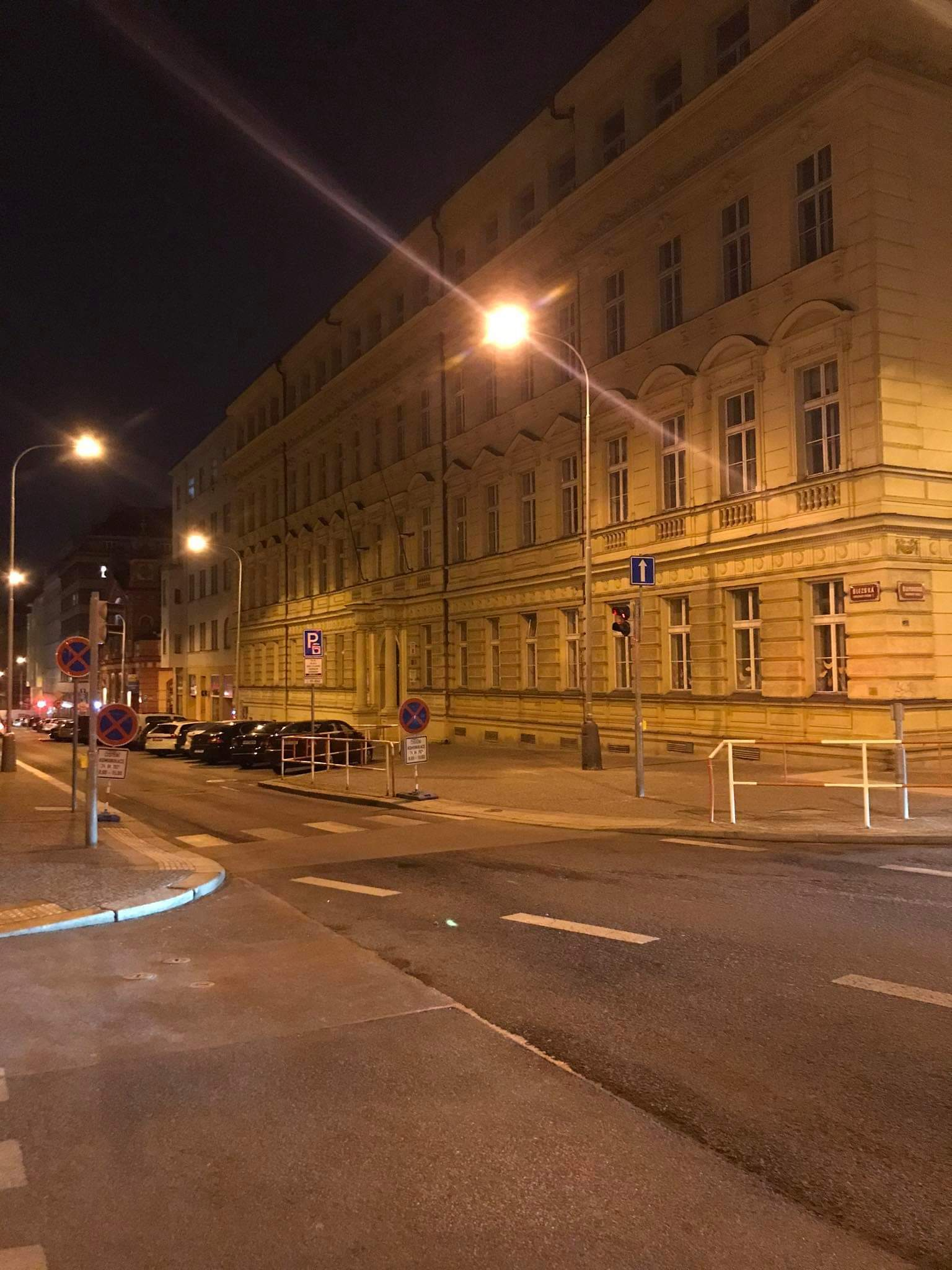
Dům dětí a mládeže Praha 2, Slezská 21

Dům dětí a mládeže Praha 2 je příspěvková organizace, školské zařízení a středisko volného času, které zřizuje a podporuje hlavní město Praha.
Hlavní náplní DDM je poskytovat volnočasové aktivity pro všechny věkové kategorie. Celkem má DDM po Praze 2 rozmístěné tři pobočky:
- Slezská 21 – hlavní budova; sídlí zde ředitelství, Ekonomické oddělení (EO), Oddělení sportu (OS), Oddělení public relations (OPR) a Výtvarná dílna Vinohrady (VDV)
- Vratislavova 15 – Stanice techniků Vyšehrad (STV)
- Lublaňská 18 – Stanice přírodovědců Vinohrady (SPV)

Pro některé činnosti, zejména sportovní, jsou využívány i jiné prostory. DDM nabízí pestrou škálu volnočasových aktivit – zájmové kroužky, příměstské a pobytové tábory, jednodenní výlety, pravidelné i příležitostné akce, otevřené kluby a dílny, soutěže, výstavy a další. Provozuje také Mateřské centrum Macíček a Centrum pro předškolní děti Stonožka. Současným ředitelem je od roku 2005 Mgr. Ján Rybárik.

## Historie
Dům dětí a mládeže Praha 2 byl založen 1. dubna 1974 pod názvem Obvodní dům pionýrů a mládeže v Praze 2 (ODPM Praha 2). Sídlil na adrese Wenzigova 7, kde jeho činnost započala ve skromných podmínkách. Roku 1979 získal ODPM nové prostory v Jugoslávské ulici č. 29, na jejichž rekonstrukci se z velké části podílela mládež z okolních škol. Dne 27. října 1983 byla otevřena pobočka ve Vratislavově ulici, v níž dodnes sídlí technici. První tábor uspořádal ODPM v létě 1984, konal se v Jánských Lázních ve vile Duncan, která je DDM stále využívána. V září roku 1989 se ODPM přesunulo z Jugoslávské ulice do vily Nad Petruskou 1, o tři roky později, již pod názvem Dům dětí a mládeže Praha 2, do budovy Základní školy Na Smetance. V roce 1992 se DDM také rozšířilo o pobočku v Lublaňské ulici č. 18, kde dodnes sídlí přírodovědci. V červnu roku 2006 se největší část DDM přesunula z ulice Na Smetance do Slezské 21.

## Zájmová činnost
DDM nabízí přes 250 zájmových kroužků různého zaměření pro všechny věkové kategorie. V nabídce jsou kroužky sportovní, taneční, hudební, dramatické, výtvarné, přírodovědné, technické a další. Kromě klasických kroužků lze v DDM navštěvovat například kroužek Vaření, Animace, Netradiční sporty, Lego robotika, Historický šerm nebo Angličtina pro seniory. DDM organizuje během roku v době školních prázdnin řadu příměstských a pobytových táborů. Pro rodiče s předškolními dětmi, školní děti a mládež se pořádají tábory všeobecně, sportovně, výtvarně, technicky, přírodovědně, tanečně či jinak zaměřené. DDM také připravuje pro veřejnost množství akcí. Některé se vážou k ročním obdobím a českým zvykům, patří mezi ně například Vítání jara, Svátek světel nebo Vůně jablek. Děti se zde mohou něco zajímavého dozvědět a zároveň si některé činnosti vyzkoušet, případně si odnést domů malý výrobek. Oblíbenou kulturní akcí je několikadenní divadelní festival Antidepka, během něhož se na jevišti v aule vystřídají amatérské i poloprofesionální divadelní spolky. Dále DDM pořádá Ekoden, Děti na kolech, Pohádkový les, Papír 100x jinak a další akce. Dvakrát ročně organizuje v Divadle u hasičů akademii, kde předvedou své dovednosti účastníci hlavně tanečních a hudebních kroužků. DDM se úspěšně účastní mnoha soutěží a turnajů, některé, jako třeba Badmintonovou ligu, i organizuje. Na všech pobočkách jsou ve všední dny odpoledne otevřené kluby pro školní děti a mládež, které jsou bezpečným a příjemným prostředím pro trávení volného času. Ve Slezské a Vratislavově ulici mají k dispozici počítače s internetem, deskové hry, stolní fotbálek, šipky, herní konzole aj. V Lublaňské je chovatelský klub, kde příchozí mohou využít prostory minizoo, kde jsou chováni hlodavci, exotičtí ptáci, plazi, rybičky a další zvířata. Během koronavirové pandemie od roku 2020 DDM přesunulo z velké části své aktivity na internet a sociální sítě.